# Muzeum Ziemi Słomnickiej w Słomnikach
Muzeum Ziemi Słomnickiej w Słomnikach – muzeum położone w Słomnikach. Placówka jest gminną jednostką organizacyjną i mieści się w pomieszczeniach Miejsko-Gminnego Centrum Kultury.
Muzeum powstało w 2002 roku z inicjatywy Stowarzyszenia na Rzecz Rozwoju Gminy Słomniki. W 2009 roku placówkę przejęło MGCK w Słomnikach. Wówczas też muzeum zyskało nowe pomieszczenia w dawnym zakładzie produkcyjnym, przylegającym do budynku Centrum Kultury. Zostały one wyremontowane i wyposażone m.in. dzięki wsparciu finansowemu Urzędu Marszałkowskiego Województwa Małopolskiego.
Aktualnie w muzeum eksponowane są zbiory historyczne, obejmujące dzieje ziemi słomnickiej, w tym pamiątki z okresu międzywojennego, oraz zbiory etnograficzne. Ponadto posiada pomieszczenia przeznaczona na wystawy czasowe.